# Urodacus megamastigus
Espèce
Urodacus megamastigus est une espèce de scorpions de la famille des Scorpionidae.

## Distribution
Cette espèce est endémique d'Australie-Occidentale. Elle se rencontre dans l'Ouest du Pilbara et le Sud-Ouest du Kimberley.

## Description
Le mâle holotype mesure 75 mm75.

## Publication originale
- Koch, 1977 : « The taxonomy, geographic distribution and evolutionary radiation of Australo-Papuan scorpions. » Records of the Western Australian Museum, vol. 5, no 2, p. 83-367 (texte intégral).